# Attalea macrolepis
Attalea macrolepis là loài thực vật có hoa thuộc họ Arecaceae. Loài này được (Burret) Wess.Boer mô tả khoa học đầu tiên năm 1988.